# Haár Ferenc
Haár Ferenc, Haar (Csernátfalu, 1908. július 8. – Honolulu, 1997. december 22.) fényképész, operatőr, filmrendező, Pápa Relli (1917–1984) írónő sógora.

## Életpályája
Haar Anschl (Arnold) (1873–1942) paszományos mester és Reiter Adél (1880–1967) fiaként született. 1924–1927 között az Országos Iparművészeti Tanoda hallgatója volt, ahol Kaesz Gyula oktatta. 1928-ban kezdett el belsőépítészként és posztertervezőként dolgozni, és saját maga tanult meg fényképezni. 1930-ban megismerkedett a Munka-körrel, amelyet Kassák Lajos, szocialista avantgárd költő és képzőművész vezetett, aki éppen Bécsből jött haza. Kassák rámutatott, hogy a fotó, több mint a festmény, és hozzáférhet a valóság olyan részéhez, amelyhez a festők nem férnek hozzá. Kassák mottója: a fényképezés korunk igazi gyermeke, nem a festmény. Ez egy életen át tartó inspiráció volt Ferenc számára. A Munka Kör aktív és vezető tagja lett, többek közt Gönci Sándor, Szélpál Árpád és Lengyel Lajos mellett, aki később híres grafikus és könyvtervező lett. 1932-ben rendezték meg Magyarországon az első társadalmi fotókiállítást, amely Ferenc számára az első sikert hozta. Első fotóstúdióját (Haár Stúdió) 1935-ben nyitották meg Budapesten.
Néhány fényképét 1937-ben a párizsi kiállításon állították ki, így úgy döntött, hogy Párizsba költözik, ahol portréfotósként telepedett le.
1939-ben azonban Hiroshi Kawazoe meghívta Japánba, és a Japán Nemzetközi Kulturális Társaság hivatalosan is megszervezte utazását. Japán barátok segítségével 1940–1942 között Tokióban nyitotta meg és működtette fotóstúdióját. A családot 1943-ban evakuálták Karuizawába; 3 évet töltöttek ott. Fotográfusa lett a Yank, the Army Weekly magazinnak, majd az amerikai közegészségügyi és jóléti részleg filmrendezője 1946–1948 között. 1946–1956 között egy tokiói fotóstúdióba volt aktív fényképész. Felesége, Irene megnyitotta a híres éttermet, az Irene Hungaria-t Tokió belvárosa, amelyet a japánokon kívül a világ minden tájáról hírességek, értelmiségiek, katonák és sportemberek látogattak.
1956–1959 között a chicagói Container Corporation of America fotósaként dolgozott. Visszatért Tokióba, és egy évig újra működtetett fotóstúdióját. 1960-ban nagy döntést hozott; Hawaii-ba költözött, és ott kezdte meg fotóstúdióját. 1964–1974 között a Hawaii Egyetemen tanított fotózást. A Hawaii Egyetem Dráma Tanszékének Kennedy Színházának produkciós fotósa lett.
89 éves korában hunyt el Honoluluban. 
Felesége Pápa Irén (1912–1999) volt, Pápa Sándor és Fried Netti lánya, akivel 1934. március 11-én Budapesten, a Terézvárosban kötött házasságot.
Nyughelye a Hawaiian Memorial Parkban található.

## Könyvei
- Út Kelet felé (Arts Publishing Company; Tokió, 1940)
- Magyar képeskönyv (Book Benrido Publishing Company; Kyoto, 1941)
- A Fujiyama körül (Benrido Publishing Company; Kyoto, 1942)
- A régi Japán legjava (Charles Tuttle Company; Tokió, 1951)
- A japán színház fényárban (Charles Tuttle Company; Tokió, 1951)
- Japán búvárlányok (Kanabeshobo Company; Tokió, 1954)
- Pontocsói Gésa-lány. Photographs by Francis Haar (Tokyo News Service, 1954)
- The World of Dew: aspects of living Japan by D.J. Enright. Photographs by Francis Haar (Secker & Warburg, 1955)
- Amit látni kell Tokióban (Charles Tuttle Company; Tokió, 1960)
- Foto Haár Ferenc Corvina Publishing Company (Budapest, 1969)
- Hawaii legendák (Victoria Publishers; Honolulu, 1972)
- Hawaii művészek. I. (University of Hawai'i Press; Honolulu, 1974)
- Hawaii művészek. II. (University of Hawai'i Press; Honolulu, 1977)
- Iolani Luahine Topgallant Publishing (Honolulu, 1985) ISBN 978-0-914916-69-7
- A Zen Life: D. T. Suzuki Remembered (edited by Masao Abe) Paperback, Weatherhill, 1986 ISBN 978-0-8348-0213-1
- Francis Haar: A Lifetime of Images (edited by Tom Haar) Hardback, University of Hawaii Press, 2001 ISBN 9780824824495
- Haár Ferenc Magyarországi Képei: út a Munka-Körtől a Zen-Buddhizmusig (co-authors: Magdolna Kolta and Ferenc Király), Magyar Fotográfiai Múzeum, Kecskemét, 2004 ISBN 978-963-8383-43-3

## Fényképei
- Mosás patakban (1930)
- Fiúportré (1930)
- Úton (1930)
- Koldusanya a pesti utcán (1931)
- Zsákhordó fiú (1932)
- Portré (borostás munkásarc) (1932)
- Körmenet (1932)
- Állványozó (1932)
- Kassák anyja (Mutterka) (1933)
- Munkáskezek (1934)
- Tanyagazda (1935)
- Öreg csárda a Hortobágyon (1935)
- Pásztorbotokat árusító férfi (1935)
- Férfi gémeskútnál (1935)
- Férfi pipával, vállán szűr (1935)
- Halászok a Hortobágy folyón (1935)
- Pásztorok gulyást főznek (1935)
- Ekhós szekerek hazafele tartanak (1935)
- Építkezés (1935)
- Acitophosan reklám (1935)
- Rakodómunkások (1935)
- Boldogi lány (1936)
- A vízió (Esőpocsolya táncosnővel összekopírozva) (1938)
- Gyöngyhalászok (1953)
- Japán fiatalasszony munka után (Japán gyöngyhalászlány) (1953)
- Japán munkásnők (Japán gyöngyhalászlányok a tűznél) (1953)
- Japán munkáslány (Japán gyöngyhalászlány) (1953)

## Egyéni kiállításai
- 1940–1941, 1949, 1991 Tokió
- 1952 Japán
- 1957–1958 Chicago
- 1962, 1968–1969, 1972–1973, 1983, 1990 Honolulu
- 1963, 1975 Hawai
- 1972, 1989, 1991, 2004 Budapest
- 2003 Kecskemét

## Fordítás
- Ez a szócikk részben vagy egészben  a   Francis Haar című angol Wikipédia-szócikk ezen változatának fordításán alapul.  Az eredeti cikk szerkesztőit annak laptörténete sorolja fel. Ez a jelzés csupán a megfogalmazás eredetét és a szerzői jogokat jelzi, nem szolgál a cikkben szereplő információk forrásmegjelöléseként.